# Pragelato
Pragelato (okzitanisch Pratjalat, piemontesisch Pragelà, französisch Traverses-en-Pragelas) ist eine Gemeinde in der italienischen Metropolitanstadt Turin (TO), Region Piemont.

## Lage und Einwohner
Pragelato liegt etwa 82 km von Turin entfernt auf einer Höhe von 1518 m über dem Meeresspiegel im oberen Teil des Val Chisone. Das Gemeindegebiet umfasst eine Fläche von 88 km² und hat 740 Einwohner (Stand 31. Dezember 2023).
Die Gemeinde besteht aus den Fraktionen La Ruà (Hauptort), Allevè, Chezal, Duc, Grand Puy, Granges, Jousseaud, Laval, Pattemouche, Plan, Rif, Rivets, Seytes, Troncea, Souchéres Basses, Souchère Haute, Traverses, Villardamond, Val Tronche und Tronchée. 
Die Nachbargemeinden sind Exilles, Oulx, Salbertrand, Usseaux, Fenestrelle, Sauze d’Oulx, Massello, Sestriere, Sauze di Cesana, Salza di Pinerolo und Prali.

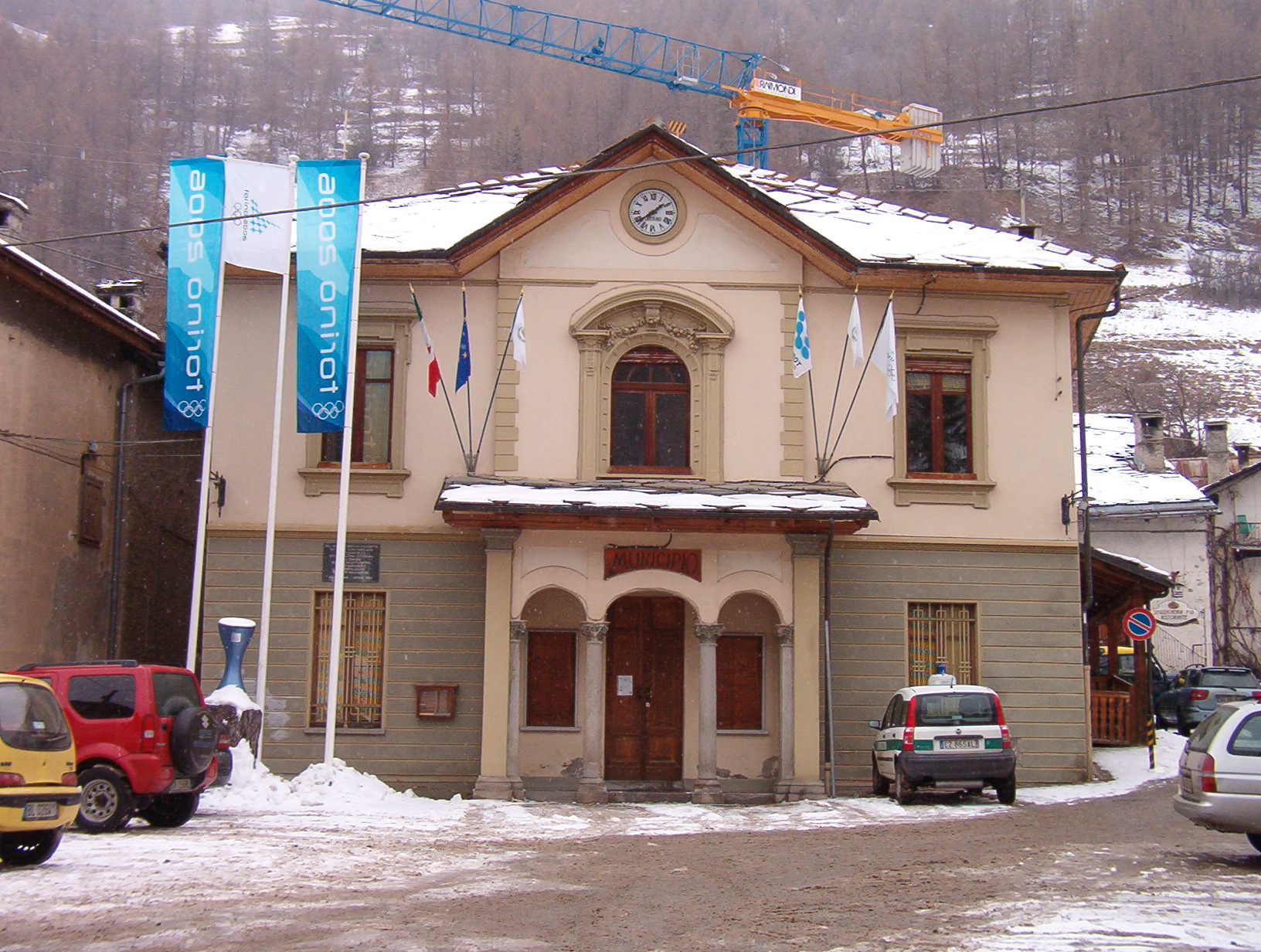
Das Rathaus von Pragelato in dem Ortsteil La Ruà.

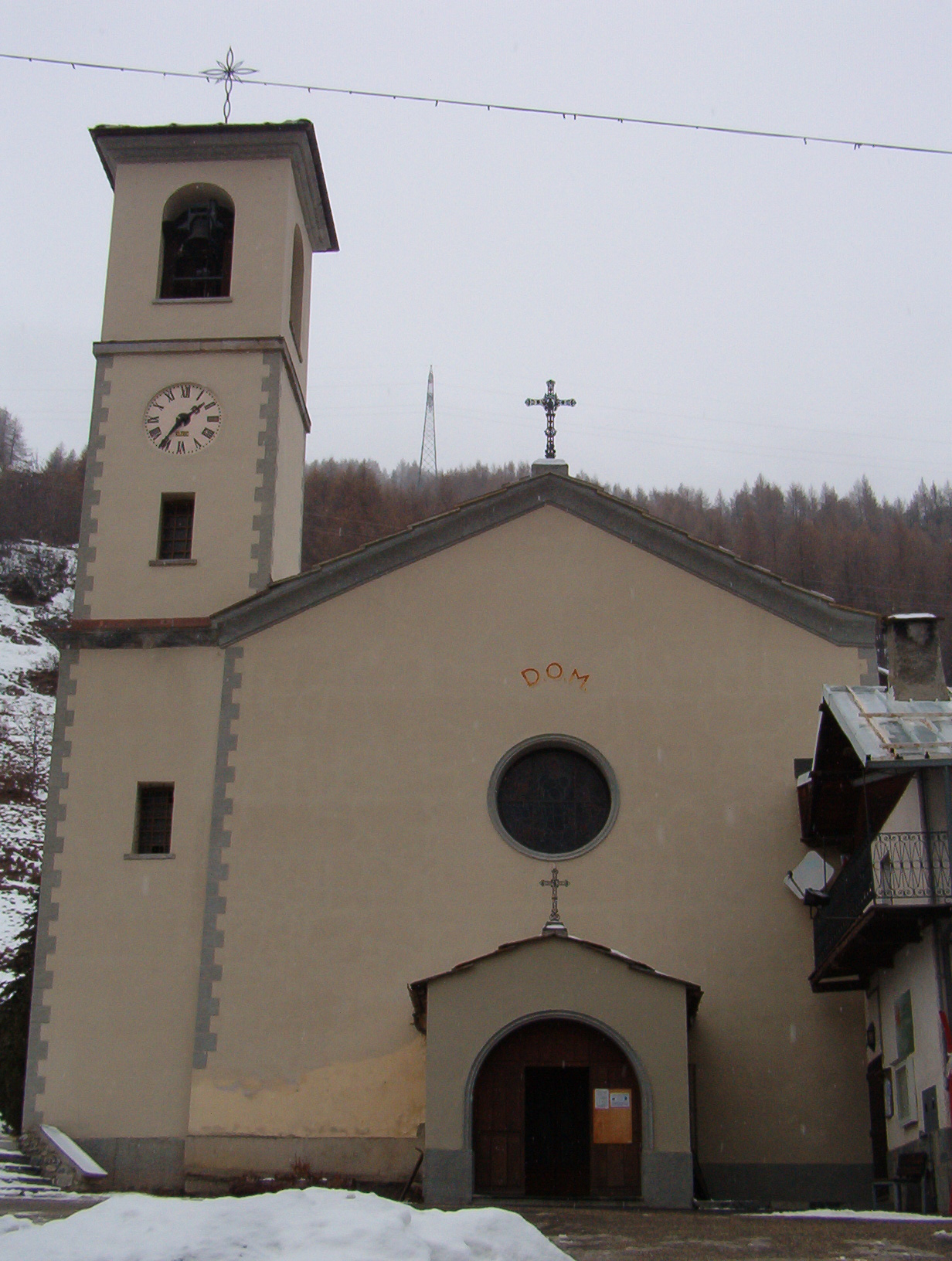
Die Pfarrkirche von La Ruà.

## Wirtschaft
Der Haupterwerbszweig der Bewohner der Gemeinde ist der Tourismus, wobei sowohl Wintersportler als auch Wanderer in den Sommermonaten angesprochen werden. Die Landwirtschaft spielt eine untergeordnete Rolle, zu nennen ist hier die Produktion von Honig. Traditionell wird in der Gegend auch die Viehzucht betrieben.

## Sport
Während der Olympischen Winterspiele 2006 fanden hier die Wettbewerbe in den nordischen Skidisziplinen statt.
Am 16. Juli 2021 erhielt Pragelato zusammen mit den weiteren Veranstaltungsorten Turin, Sestriere und Bardonecchia von Special Olympics International den Zuschlag für Austragung der Special Olympics World Winter Games 2025.

## Gemeindepartnerschaft
Pragelato unterhält eine Partnerschaft mit der hessischen Stadt Ober-Ramstadt (Deutschland).